# Кеяну-Ваме
Кеяну-Ваме (рум. Căianu-Vamă) — село у повіті Клуж в Румунії. Входить до складу комуни Кеяну.
Село розташоване на відстані 314 км на північний захід від Бухареста, 21 км на схід від Клуж-Напоки.

## Населення
За даними перепису населення 2002 року у селі проживали 322 особи.
Національний склад населення села:
| Національність | Кількість осіб | Відсоток |
| -------------- | -------------- | -------- |
| румуни         | 276            | 85,7%    |
| угорці         | 46             | 14,3%    |

Рідною мовою назвали:
| Мова      | Кількість осіб | Відсоток |
| --------- | -------------- | -------- |
| румунська | 276            | 85,7%    |
| угорська  | 46             | 14,3%    |